# Gerhard Moll (Lokomotivführer)

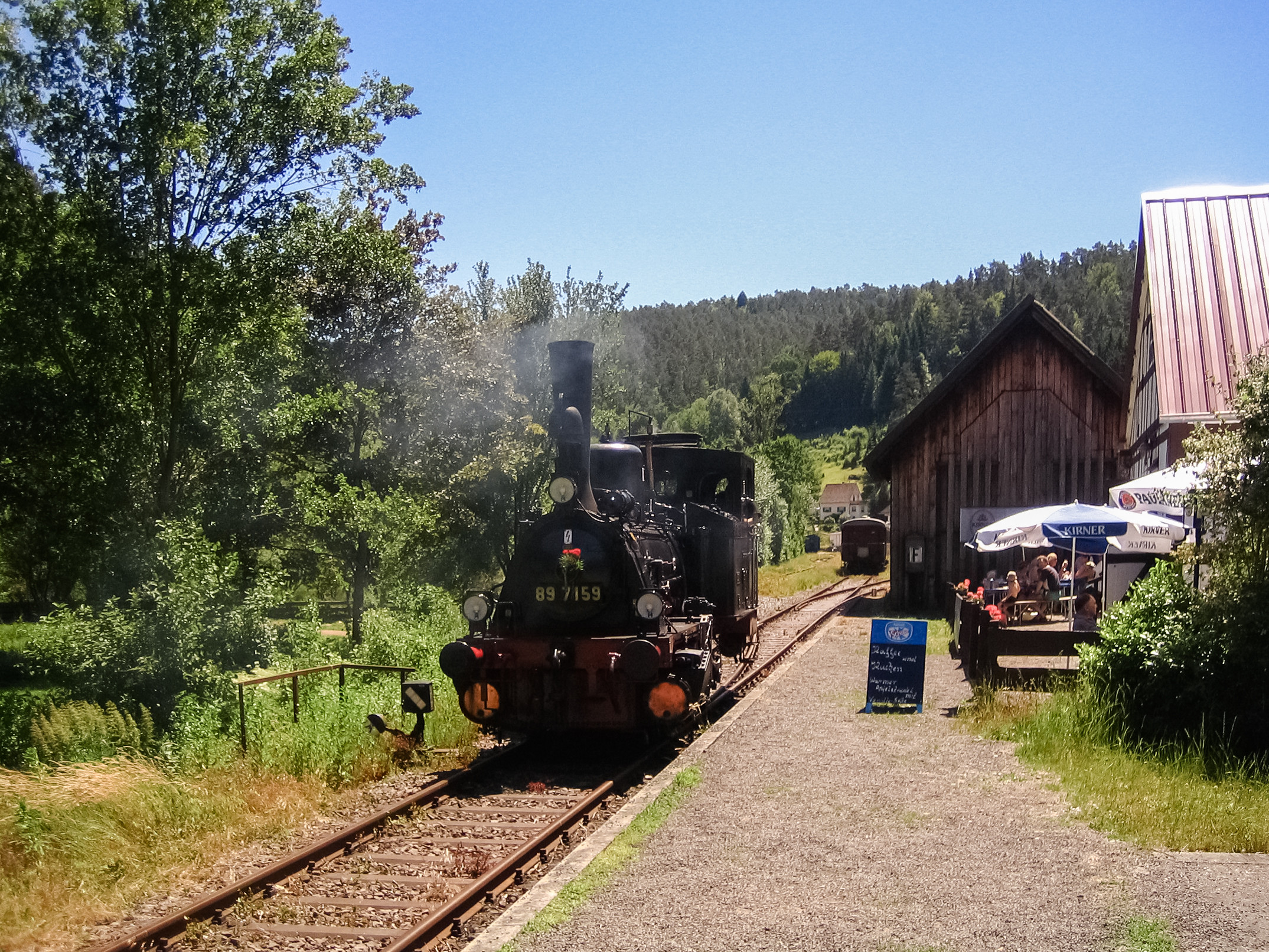
Die „Moll’sche T 3“ im Bahnhof Elmstein auf dem Kuckucksbähnel

Gerhard Moll (geboren 17. August 1933 in Vormwald; gestorben 31. Juli 2015 in Siegen) war ein deutscher Lokomotivführer und Autor. Er trat früh für die Erhaltung historischer Triebfahrzeuge ein und wurde durch die von ihm aufgearbeitete Preußische T 3 bekannt.

## Leben
Nach Schulbesuch und einer Lehre als Schlosser trat Moll 1953 in den Dienst der Deutschen Bundesbahn (DB). Zunächst als Betriebsarbeiter tätig, wurde er bald Heizer und ab 1963 Lokomotivführer im Bahnbetriebswerk Erndtebrück. Nach dem Einsatz auf Dampflokomotiven übernahm er im Zuge des Strukturwandels bei der Bahn später auch Diesellokomotiven und Elektrolokomotiven. Bis zum Eintritt in den Ruhestand 1990 blieb Moll als Lokomotivführer bei der DB.
Moll interessierte sich auch in seiner Freizeit für die Eisenbahn, insbesondere für historische Triebfahrzeuge. Bereits 1967 wurde er eines der ersten Mitglieder der in diesem Jahr gegründeten Deutschen Gesellschaft für Eisenbahngeschichte (DGEG). Ende der 1960er erwarb er eine Preußische T 3 und arbeitete sie in seiner Freizeit auf. Die Deutsche Bundesbahn erlaubte ihm die Unterstellung der Lokomotive im Betriebswerk Erndtebrück. Sie kam später in den Besitz der DGEG und gehört zum Bestand des Eisenbahnmuseums Neustadt/Weinstraße. Von dort aus wird sie auf dem Kuckucksbähnel eingesetzt. Das eisenbahnhistorische Engagement von Moll führte dazu, dass in Erndtebrück weitere seltene Lokomotiven vorübergehend untergestellt werden konnten, bis eine dauerhafte Unterbringung gewährleistet werden konnte. Dazu zählten eine Preußische T 9.1 und die letzte erhaltene Lokomotive der DB-Baureihe 66. Die Lokomotiven gingen später in Museen der DGEG über. Daneben war Moll auch bei Museumsbahnen aktiv und beim Deutschen Eisenbahn-Verein (DEV) in Bruchhausen-Vilsen an der Aufarbeitung der Lokomotive „Franzburg“ (Lenz-Typ i) und anderen beteiligt.
Neben seiner beruflichen Tätigkeit veröffentlichte Moll diverse Fachbücher, unter anderem über die Baureihen T 3 und T 9 sowie über die Lokomotiven der Lokomotivfabrik Jung. Daneben entstanden Fachartikel für den Eisenbahn-Kurier, das Lok Magazin und andere Zeitschriften.
Für sein Engagement zur Erhaltung historischer Eisenbahnfahrzeuge wurde Gerhard Moll am 18. April 1996 mit dem  Bundesverdienstkreuz am Bande ausgezeichnet. Die DGEG ernannte ihn zum Ehrenmitglied.

## Veröffentlichungen
- Alte Meister der Eisenbahn-Photographie: Gerhard Moll: Lokomotivführer und EK-Autor der ersten Stunde. EK-Verlag, Freiburg 2013, ISBN 978-3-88255-322-2
- Jung-Lokomotiven. Geschichte und Lokomotiven der Arn. Jung Lokomotivfabrik in Jungenthal 1885–1987 (mit Stefan Lauscher). EK-Verlag, Freiburg 2012, ISBN 978-3-88255-797-8
- Die sächsische IV K: die Reichsbahn-Baureihe 99.51-60 (mit Dirk Lenhard und Reiner Scheffler). EK-Verlag, Freiburg 2004, ISBN 3-88255-199-2
- Straßenbahnen und Obusse im Siegerland (mit Friedrich Reuter und Henning Trippe). Siegerländer Heimat- und Geschichtsverein e.V., Siegen 2004, ISBN 3-923483-96-1
- Privat- und Werksbahnen im Siegerland (mit Andreas Christopher und Achim Schönberger). Verlag Kenning, Nordhorn 1995, ISBN 3-927587-27-3
- Die Baureihe 91 - die preussische T 9 (mit Hansjürgen Wenzel). EK-Verlag, Freiburg 1984, ISBN 3-88255-154-2
- Die Kreis Altenaer Eisenbahn (mit Hermann Bürnheim). EK-Verlag, Freiburg 1983, ISBN 9783882555417
- Die Baureihe 89.70 - die preußische T 3 (mit Hansjürgen Wenzel). EK-Verlag, Freiburg 1981, ISBN 3-88255-189-5